# Pardosa beringiana
Pardosa beringiana este o specie de păianjeni din genul Pardosa, familia Lycosidae, descrisă de Charles Denton Dondale și Redner, 1987. Conform Catalogue of Life specia Pardosa beringiana nu are subspecii cunoscute.